# 高島奈月
高島奈月，日本BL漫畫家。主要在芳文社的漫畫月刊《花音》與角川書店旗下的《Ciel》、《TresTres》活動。

## 作品
- 我們的王國、5冊待續（東立出版）、原名
- 護的憂鬱、全1冊（東販出版）、原名
- 《GP學園》系列

- GP學園學生會執行部、全2冊（東販出版）、原名
- GP學園情報處理部、全5冊（東販出版）、原名

- 赭紅的深情之絆、全1冊（尚禾出版）
- 幸福的標記、全1冊（尚禾出版）
- 喜歡與討厭的界線、全1冊（尚禾出版）、原名
- 零距離的溫柔接觸、全1冊（尚禾出版）
- 野蠻情人溫柔心、全1冊（尚禾出版）
- 小兒科病房的騷動、全1冊（東立出版）、原名
- 來場紳士協定吧！、2冊待續（台灣角川出版）、原名
- 風紀獨裁者、3冊待續（台灣角川出版）、原名
- 來場主從契約吧！、全1冊（台灣角川出版）、原名

## 外部連結
（日語）EAST PROJECT--こうじま奈月HP